# Jiří Rulf
Jiří Rulf (22. března 1947 Praha – 12. dubna 2007 Praha) byl český básník, prozaik, literární kritik a novinář.

## Život
Narodil se v úřednické rodině, vyrůstal na pražském Smíchově. Vystudoval bohemistiku a historii na Filozofické fakultě UK (diplomová práce Charakter světa v básnickém díle Jiřího Wolkera). Poté pracoval v Okresním archivu Nymburk (pobočka Lysá nad Labem), od roku 1971 v České tiskové kanceláři, od roku 1977 v tiskové agentuře Orbis a od roku 1985 byl kulturním redaktorem Zemědělských novin. V 80. letech byl členem neoficiálního pražského okruhu intelektuálů, mezi něž patřil také historik Jan P. Kučera, básník Jaromír Zelenka nebo literární historik Vladimír Novotný. V roce 1990 se stal vedoucím kulturní rubriky v Lidových novinách, roku 1994 redaktorem týdeníku Reflex. Později s Reflexem spolupracoval externě.

## Dílo
Pro Rulfovo básnické dílo je typická skepse, analytičnost a výstavba básnické myšlenky pomocí rotace či juxtapozice několika motivů. Po bibliofilských tiscích vydaných vlastním nákladem (Polední příběh a Dopis Vencovi, ten později součástí triptychu Rádio Netopýr) zaujal Rulf prvotinou Prospekt na rozhlednu (Mladá fronta 1988), kterou v nakladatelství prosadila básnířka Sylva Fischerová. Doporučující anotaci na záložce napsal Miroslav Holub. Následovaly knihy básní Dech vítězů a Rádio Netopýr (obě 1992). Sbírka Nebezpečné dny (Český spisovatel 1996) nese podtitul „konverzační sešit“ a je věnována památce rodičů; objevuje se v ní také dobově aktuální téma války v Bosně. Maloměstské elegie (1999) představují patrně jeden z vrcholů Rulfovy tvorby a vedle několika samostatných básní obsahují cyklus devíti elegií; knihu věnoval Rulf památce svého bratra archeologa Jana Rulfa. Hořkost nad stavem světa a zhoršující se nemoc prostupují poslední sbírky Přebytečný rok (2003) a Navštěvovat želvu (Host 2007). Z jeho osmi básnických sbírek byl roku 2005 vydán rozsáhlý výbor pod názvem Srdce metronomu.
Jiří Rulf od počátku svého básnického působení zdůrazňoval společenskou úlohu spisovatele, přičemž politická témata byla v české poezii 90. let spíše vzácná.
Vedle básnických sbírek vydal román Let chroustů (2003), soubor rozhovorů Jací jsme, soubor esejů Večerní škola (2007) či svazek portrétů Literáti. Věnoval se též překladu operních libret.